# 瑪多県
瑪多県（ばた-けん、マトェ・ゾン、rma stod rdzong）は中華人民共和国青海省ゴロク・チベット族自治州に位置する県。

## 行政区画
- 鎮:瑪査理鎮、花石峡鎮
- 郷:黄河郷、扎陵湖郷

## 交通

### 道路
- 高速道路
  - 西麗高速道路
  - 徳馬高速道路
- 国道
  - G214国道